# ГЕС Согейм
ГЕС Согейм (англ. Såheim kraftverk) — гідроелектростанція в південній частині Норвегії, за 115 кілометрів на захід від Осло. Розташована між ГЕС Веморк (вище по течії) та ГЕС Moflåt (32 МВт), входить до складу каскаду на річці Мона, котра тече по долині Вестфіордален між озерами Месватн і Тінншо, що належать до Шієнського водозбору, нижня ланка якого, річка Шієнсельва впадає до однієї з заток протоки Скагеррак.
Хоча станція не має значного власного водосховища, проте зазначене вище Месватну, яке передує всьому каскаду, перетворене на резервуар з корисним об'ємом у 1064 млн м³. Забір ресурсу для роботи ГЕС відбувається за допомогою греблі, зведеної перед порогами Kvennhusfossen. Це дозволяє захопити додатковий ресурс, котрий надійшов до Мони після греблі Скарфосс, де розташований водозабір станції Веморк. Далі ресурс прямує через прокладений у правобережному гірському масиві дериваційний тунель довжиною 5,7 км з перетином 32 м², який невдовзі проходить повз машинний зал ГЕС Веморк, підхоплюючи відпрацьовану останньою воду. На своєму шляху тунель також сполучається з водозаборами на правих притоках Мони — Клокксай (Klokksai), Å Fra Homtjornan та Å Fra Trolltjorna.
Введений в експлуатацію у 1914 році машинний зал первісно був оснащений дев'ятьма турбінами загальною потужністю 129 МВт, заміненими у другій половині століття на нові — тут встановили дві по 52,2 МВт в 1959 і 1961 роках та одну з показником 62,7 МВт у 1973-му. Наразі потужність станції ще більше зросла та сягнула 188 МВт. Ці турбіни типу «Френсіс» працюють при напорі у 273 метри та забезпечують виробництво 1117 млн кВт-год електроенергії на рік.
Можливо відзначити, що спорудження станції було пов'язане з розвитком у долині Вестфіордален промисловості азотних добрив, тому первісно просто на майданчику ГЕС розмістили 35 дугових електропечей для виробництва з повітря азотної кислоти за процесом Біркеланда — Ейде.